# Schlossgassenbrunnen
Der Schlossgassenbrunnen ist ein ehemaliger Brunnen in Weimar. Er befand sich ursprünglich am Westflügel des Residenzschlosses, rechts vom heutigen Löwenportal. Seine Umsetzung an seinen zweiten Standort erfolgte vermutlich nach dem Schlossbrand 1774 oder vor dem Wiederaufbau des Westflügels zwischen Burgplatz und Schlossgasse. Der Gestalter ist ebenso unbekannt wie seine genaue Entstehungszeit.
Er war ein Röhrenbrunnen mit einem oval gestalteten Brunnenbecken. Die Brunnenrückwand- bzw. Säule ist rechteckig gewesen mit einem halbkreisförmigen Abschluss oben. In diesem Halbkreis wurde ein Löwenkopf eingearbeitet, der als Wasserspeier diente. Das Brunnenbecken hatte ein Muschelornament.
Verschwunden ist er seit der Mitte der 1960er Jahre. In den 1950er Jahren war er noch existent bzw. funktionsfähig. Sein Ende brachte nicht allein das bereits angegriffene Material Kalkstein, sondern der Vandalismus, wobei das Brunnenbecken zerschlagen worden ist. In dessen Folge musste er in der ersten Hälfte der 1960er Jahre beräumt werden. Eine Wiederaufstellung ist vorgesehen, jedoch bislang noch nicht erfolgt.